# كريستوفر ميلو
كريستوفر ميلو هو لاعب كرة القدم الكندية كندي، ولد في 2 نوفمبر 1986 في مونتريال في كندا.